# Hawk (personaje de Nanatsu no Taizai)
Hawk (ホーク, Hōku ) es un personaje ficticio y una de las principales protagonistas del manga y anime Nanatsu no Taizai creado por Nakaba Suzuki. Es un cerdo parlante y acompañante de Meliodas, suele autoproclamarse como "el capitán de las sobras", siendo esa su principal labor en el "Boar's Hat" de comer y limpiar el suelo del bar al comer las sobras de la comida que se sirve allí.